# Пискарёв, Евгений Петрович
Евгений Петрович Пискарёв (1918, Ногинск — 1968) — советский футболист, нападающий.

## Биография
Воспитанник ногинского футбола. Первой командой в карьере было местное «Красное Знамя». Затем переехал в Минск, до войны выступал за «Динамо» в группах «Б» и «А». В 1943—1944 играл во второй команде московского «Динамо». После окончания войны вернулся в Минск, на протяжении четырёх сезонов выступал за «Динамо». Всего за него в классе «А» провел 39 игр, в которых забил 6 мячей.
В 1951 году находился в составе рижской «Даугавы», однако в официальных встречах не играл. По ходу сезона перешёл в ивановское «Красное Знамя», в класс «Б», сыграл 3 матча.
Завершил карьеру в воронежской команде Сталинского района, которая выступала в первенстве РСФСР. Параллельно выполнял роль играющего старшего тренера.